# Sankt Augustins Kirke
Sankt Augustins Kirke er en romersk-katolsk kirke, der bruges af Jesuiterordenen, beliggende på Jagtvej 183 D i København. Kirken og dens tilhørende kloster er opført 1912-1914 ved Emil Jørgensen og ligger i tilknytning til Niels Steensens Gymnasium.